# What Have We Got? Che cosa abbiamo?
What Have We Got? Che Cosa Abbiamo? è una raccolta di brani della Oi! band Klasse Kriminale.

## Formazione
- Marco: voce
- Matteo: chitarra, seconda voce, tastiere
- Emanuele: basso
- Mauro: batteria

## Brani
1. I Ragazzi Sono Innocenti - 2:47
2. Politicanti - 2:53
3. Tu Vieni da Garageland - 2:38
4. Ragazzi Come Tu & Me - 2:24
5. Kidz & Queens - 2:17
6. La Ragazza dalla T-Shirt degli "Angelic Upstarts" - 2:32
7. Faccia a Faccia - 4:15
8. Mind Invaders - 1:48
9. Un Altro Ribelle è Morto - 3:24
10. Ci Incontreremo Ancora un Giorno - 2:04
11. Voglio Correre Insieme a Voi - 2:38
12. Oi! Fatti una Risata - 2:51
13. Me Wanna Change Le Monde - 3:40 (dopo qualche secondo di silenzio all'interno della traccia 13 parte "If The Kids Are United")